# Catillaria contristans
Catillaria contristans är en lav som först beskrevs av William Nylander och fick sitt nu gällande 1926 namn av Alexander Zahlbruckner. Arten ingår i släktet Catillaria och familjen Catillariaceae.
Laven förekommer globalt över stora delar av världen, inklusive arktis och antarktis, men saknas i Sydamerika. Inga underarter finns listade i Catalogue of Life. Den växer på jord, lera, humus, torv, detritus och döda löv.